# La Arbolada Plus
La Arbolada Plus är en ort i Mexiko.   Den ligger i kommunen Tlajomulco de Zúñiga och delstaten Jalisco, i den centrala delen av landet, 500 km väster om huvudstaden Mexico City. La Arbolada Plus ligger 1 536 meter över havet och antalet invånare är 605.
Terrängen runt La Arbolada Plus är platt österut, men västerut är den kuperad. Runt La Arbolada Plus är det tätbefolkat, med 266 invånare per kvadratkilometer. Närmaste större samhälle är Guadalajara, 14,7 km norr om La Arbolada Plus. Omgivningarna runt La Arbolada Plus är en mosaik av jordbruksmark och naturlig växtlighet.